# 피페라진
피페라진(/paimpˈpɛrəziːn/)은 고리의 반대 위치에 두 개의 질소 원자를 포함하는 6원 고리로 구성된 유기 화합물이다. 피페라진은 염분 맛이 나는 작은 알칼리성 조해성 결정으로 존재한다.
피페라진은 핵심 피페라진 작용기를 포함하는 중요한 약리학적 특성을 지닌 광범위한 화학 화합물이다.

## 유래와 명칭
피페라진은 원래 후추 식물(Piper nigrum)의 피페린 구조의 일부인 피페리딘과 화학적으로 유사하기 때문에 명명되었다. 피페라진에 추가된 -az- 접두사는 피페리딘과 비교하여 추가 질소 원자를 나타낸다. 그러나 피페라진은 후추속(Piper)에 속하는 식물에서 파생되지 않는다는 점에 유의하는 것이 중요하다.

## 같이 보기
- 피페리딘
- 피라진
- 피리딘